# Marquesado de Amurrio
El marquesado de Amurrio es un título nobiliario español creado el 22 de enero de 1919 por el rey Alfonso XIII y concedido a Luis Cayetano de Urquijo y Ussía, senador del Reino e hijo de Juan Manuel de Urquijo y Urrutia, II marqués de Urquijo, y de María de los Dolores de Ussía y Aldama, en mérito por haber conseguido en 1918, como vicepresidente del Banco Urquijo, que el gobierno norteamericano tomase un préstamo de doscientos cincuenta millones de pesetas.
Su denominación hace referencia al municipio español de Amurrio, en la provincia de Álava, comunidad autónoma del País Vasco.

## Marqueses de Amurrio
|                           | Titular                            | Periodo                   |
| Creación por Alfonso XIII | Creación por Alfonso XIII          | Creación por Alfonso XIII |
| ------------------------- | ---------------------------------- | ------------------------- |
| I                         | Luis Cayetano de Urquijo y Ussía   | 1919-1956                 |
| II                        | Ángel de Urquijo y Losada          | 1957-1996                 |
| III                       | Ángel de Urquijo y Quiroga         | 1996-2010                 |
| IV                        | Ángel Urquijo Fernández de Córdoba | 2010-hoy                  |

## Historia de los marqueses de Amurrio

Escudo de Amurrio, (Álava).

- Luis Cayetano de Urquijo y Ussía (1887-1956), I marqués de Amurrio, senador del Reino, caballero del Real Cuerpo Colegiado de Hijosdalgo de Madrid y mayordomo de semana del rey Alfonso XIII.[1]

Casó en octubre de 1909 con María Teresa de Losada y González de Villalaz, VII marquesa de Zarreal, V marquesa de Otero. VII marquesa de Olías, III marquesa de San Felipe el Real de Chile, XIV condesa de Santiago de Calimaya, hija de Ángel Pedro de Losada y Fernández de Liencres, III marqués de los Castellones. El 26 de abril de 1957, tras solicitud cursada el 26 de junio de 1956 (BOE del 18 de julio), le sucedió su hijo:
- Ángel de Urquijo y Losada (m. 1996), II marqués de Amurrio.[1]

Casó con María Dolores Quiroga Díaz. El 28 de octubre de 1997, tras orden del 23 de septiembre del mismo año para que se expida la correspondiente carta de sucesión (BOE del 24 de octubre), le sucedió su hijo:
- Ángel de Urquijo y Quiroga (m. 2010), III marqués de Amurrio.

Casó en 1968 con Concepción Fernández de Córdoba y Suárez de Tangil. El 14 de octubre de 2011, tras solicitud cursada el 26 de abril del mismo año (BOE del 25 de mayo) y orden del 22 de julio para que se expida la correspondiente carta de sucesión (BOE del 19 de septiembre), le sucedió su hijo:
- Ángel Urquijo Fernández de Córdoba, IV marqués de Amurrio.

Casó con Piedad Bores y Urquijo.